# アッと驚く為五郎
アッと驚く為五郎（アッとおどろくためごろう）は、テレビ番組『巨泉・前武ゲバゲバ90分!』でクレージーキャッツのハナ肇によって演じられたギャグ。また、番組のヒットを受けて作られた同名の楽曲（コミックソング）および喜劇映画シリーズ。
「アッと驚くタメゴロー」とも表記される。電通編『広告景気年表』においては、同番組の開始年である1969年の流行語として記録されている。

## 誕生までの経緯
日本テレビの番組『巨泉・前武ゲバゲバ90分!』のコントとコントの間をつなぐVTRとして登場するものとして誕生した。
そのモデルとされた番組である米NBCの『ラフ・イン』で同様に登場する「Wolfgang the German soldier」が面白いということで、『ゲバゲバ』でも同じようなものを作りたいという話が出たことに端を発する。
コンセプトとしては「わけがわからないけど、とにかく出てきて何か言う」というもので、ハナ肇に演じてもらうところまではすぐに決まったが、フレーズが決まらなかった。やがてハナがふと言った「アッと驚くタメゴロー」がウケて、使われることになった。これはハナの大のお気に入りで、浪曲『清水次郎長伝』の節回しで登場人物の「本座村の為五郎」を指した。
ハナがいつこれを言ったかは諸説あり、アイデアに詰まり気晴らしでやった麻雀でハナが役満を振り込んでしまい、その際に叫んだ、あるいは、元々ハナが昔から使っていて仲間内で知られていた言葉で、六本木でハナ、ディレクターの齋藤太朗、放送作家の河野洋の3人で酒を飲んでいた際にその話が出て、酒の勢いで採用が決まったとする説がある。
番組ではヒッピー姿で叫んでいた。またハナの脇には多くの場合当時の新製品であるソニーの小型テレビが置かれていたが、これについて齋藤は「時代の最先端のテレビとヒッピーのおじさんの対比というか、新しいものと古いものを組み合わせて落差を作った」との狙いだったという。
なお、ハナは80年代の『ゲバゲバ』リバイバル版『ゲバゲバ90分!+30』では、当時流行の最先端だった竹の子族の衣装で登場、舞台を歩行者天国に移している。

## 楽曲
上記番組のヒットを受け、1969年12月20日に歌：植木等、コーラス：クレージーキャッツによるシングル『アッと驚く為五郎』が発売された。作詞：河野洋、作曲・編曲：宮川泰。
1コーラスごとに「アッと驚くタメゴロー」とハナ肇が叫び、間奏には同じく宮川泰作曲の『巨泉・前武ゲバゲバ90分!』のオープニングテーマのメロディーが使用されている。セルジオ・メンデス＆ブラジル'66による「マシュ・ケ・ナダ」の影響を受けたとされる。
なお、この楽曲には萩原哲晶が作・編曲を手がけたものの当時は未採用となったバージョンもあり、1995年発売の『クレージーキャッツ レアディスク』、2010年発売の『クレイジー伝説』などのCDに収録されている。
カップリング曲は『酒のめば』。この時期ザ・ドリフターズの一連の楽曲を手がけていたなかにし礼・川口真のコンビが提供した楽曲。曲の合間にコント部分もあるものの、「戦友と酒を飲む」といったような一節もあり（クレージーのメンバーに兵役経験者はいない）、全体としてはペーソスの要素が優った仕上がりになっている。

## 映画
番組や楽曲のヒットを受け、松竹で映画化された喜劇映画シリーズ。全5作が製作され、全作品のタイトルに「為五郎」と入っている。ハナ肇主演。

### シリーズ一覧
| 公開年 | タイトル             | 監督       | 主人公     | 主な出演者             | 併映作品            |
| ------ | -------------------- | ---------- | ---------- | ---------------------- | ------------------- |
| 1970   | アッと驚く為五郎     | 瀬川昌治   | 大岩為五郎 | 梓みちよ・ミヤコ蝶々   | 新・男はつらいよ    |
| 1970   | なにがなんでも為五郎 | 野村芳太郎 | 坂東為五郎 | 光本幸子・谷啓         | 男はつらいよ 望郷篇 |
| 1971   | やるぞみておれ為五郎 | 野村芳太郎 | 坂東為五郎 | 財津一郎・緑魔子       | 男はつらいよ 純情篇 |
| 1971   | 花も実もある為五郎   | 野村芳太郎 | 坂東為五郎 | 林美智子・藤田まこと   | 男はつらいよ 奮闘篇 |
| 1972   | 生まれかわった為五郎 | 森﨑東     | 坂東為五郎 | 三木のり平・桜井センリ | びっくり武士道      |